# Lambertikirche (Aurich)

Lambertiturm

Die Lambertikirche in Aurich (Ostfriesland) ist die Gemeindekirche der evangelisch-lutherischen Lamberti-Kirchengemeinde. Das klassizistische Gotteshaus wurde in den Jahren 1833–1835 an der Stelle des 1826 abgebrochenen Vorgängerbaus aus dem 12. Jahrhundert errichtet. Dieser wurde zwischen 1270 und 1340 im Brokmerbrief erstmals erwähnt. Der Name der Kirche geht auf den Heiligen Lambertus zurück, dem der vorreformatorische Ursprungsbau gewidmet war.

## Namensgebung
In der ersten Hälfte des 12. Jh. wurden die Oldenburger Grafen von den sächsischen Herzögen mit der Verwaltung über die mittelostfriesischen Gebiete betraut. Nach der Konfrontation mit diesen, Flucht (1167) und Rückkehr aus ihrem Exil (1180/81) an Rhein und Maas stifteten die Oldenburger Grafen die Lambertkirchen in Oldenburg und Aurich. Die Kirchen waren dem heiligen Lambertus geweiht, der 672 Bischof von Maastricht wurde und 705(706) einen gewaltsamen Tod fand. Er wurde bald als Heiliger verehrt. Vermutlich führte Moritz I. seine Rückkehr nach Oldenburg auf das Wirken des Heiligen zurück und bedankte sich, indem er ihm zu Ehren die Kirchen in Aurich und Oldenburg stiftete.

## Baugeschichte

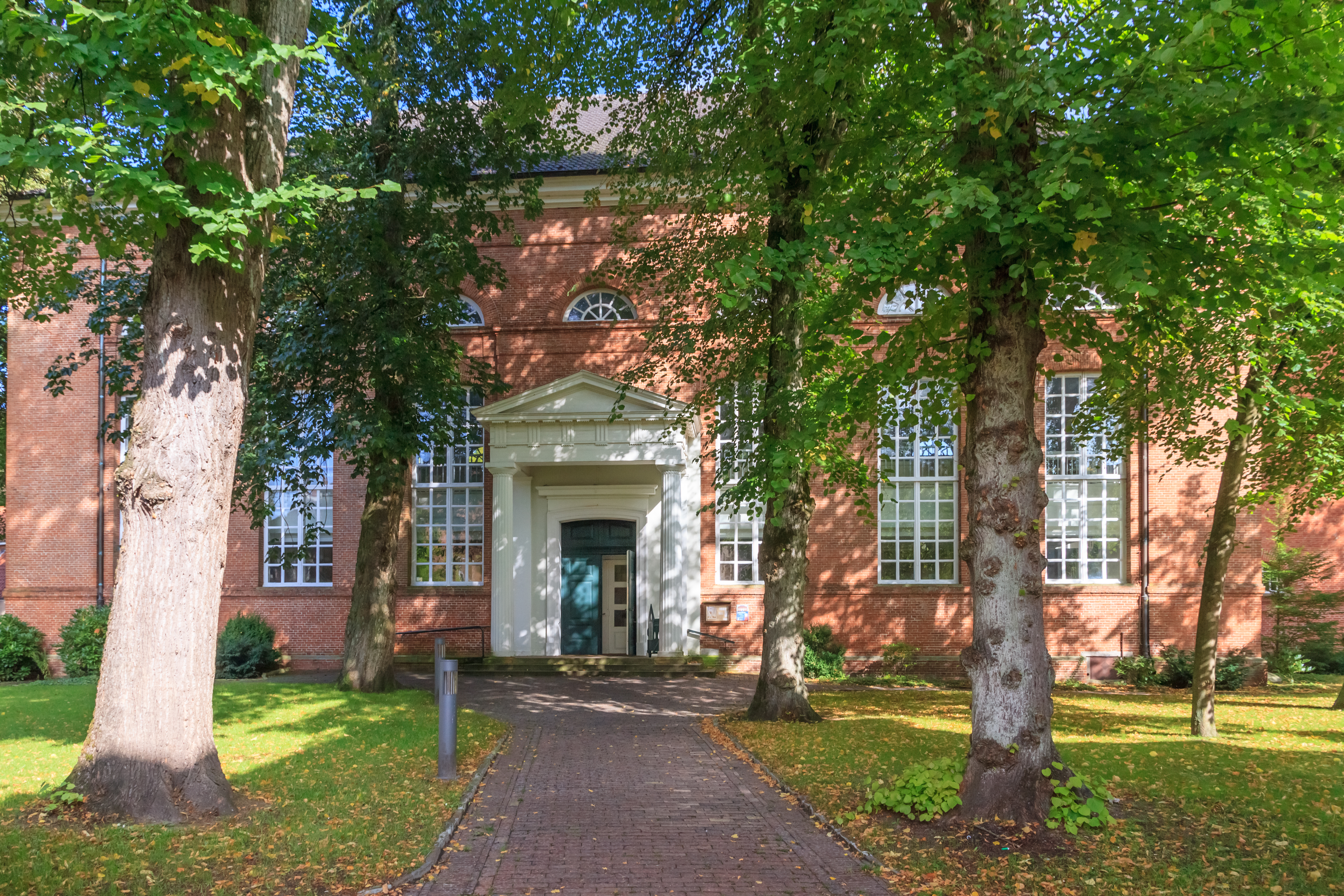
Eingang zur Lambertikirche Aurich

Die Baugeschichte befasst sich mit zwei verschiedenen Bauwerken, dem mittelalterlichen Bau von etwa 1200 bis 1826 und dem klassizistischen Nachfolgebau von 1835 bis heute.

### Gründung
Die Ursprungssiedlung von Aurich lag im frühen 12. Jahrhundert an einem Wasserlauf auf dem Gelände des heutigen Piqueurhofs in der Nähe der heutigen Kirche. Sie war Teil der negen Loogen (= neun bäuerliche Siedlungen). Neben Aurich zählten Walle, Extum, Haxtum, Sandhorst, Wallinghausen, Egels, Popens und Kirchdorf zu diesen bäuerlichen Siedlungen auf der Auricher Geest. Kirchlich waren sie zunächst Kirchdorf (heute Stadtteil von Aurich) zugeordnet, wo die Pfarr- und Sendkirche stand. Von dieser sind keine schriftlichen Überlieferungen bekannt. Allerdings deuten Funde von menschlichen Knochen und der Standort der ehemaligen Schule in Kirchdorf neben dem Ortsnamen auf einen Friedhof sowie einen früheren Kirchenstandort hin. Diese Kirche war vermutlich aus Holz gebaut worden. Der Historiker Hajo van Lengen vermutet, dass das Fehlen von Urkunden über den Bau in Kirchdorf darauf zurückzuführen ist, dass die Kirche schon früh aufgegeben und von der neu erbauten Lambertikirche abgelöst wurde.
In der Ursprungssiedlung von Aurich dürfte auf dem südlich der heutigen Burgstraße und westlich der Hafenstraße gelegenen Flurstück Lüttje Karkhoff, auch Alter Kirchhof genannt, eine Holzkirche mit Friedhof gestanden haben. Dieser erste Kirchbau von Aurich war eine Filiale von Kirchdorf.
Um das Jahr 1200 ließ der oldenburgische Graf (vermutlich Moritz (I.)) im Bereich eines ihm gehörigen Wirtschaftshofs an der Stelle der heutigen Lambertikirche den ersten steinernen Kirchenbau als Eigenkirche errichten und zur Sendkirche erheben. Sie löste sowohl die hölzerne Tauf- und Sendkirche in Aurich-Kirchdorf als auch die ebenfalls aus Holz gebaute Filialkirche in Aurich ab. In der Folge entwickelte sich die Lambertikirche zum kirchlichen Zentrum der Auricher Geest. Innerhalb der mittelalterlichen Kirchengründungen in Ostfriesland bildet die Lambertikirche eine Besonderheit. Als bis dato einzige Kirche unterstand sie damit dem Patronat einer adeligen Familie. Bei den anderen ostfriesischen Kirchen bestand ein Genossenschafts- oder Gemeindepatronat.

### Mittelalterlicher Bau (bis 1826)
Die Baugeschichte der mittelalterlichen Lambertikirche lässt sich in sieben Bauphasen mit unterschiedlichen architektonischen Zuständen einteilen:
- Bauphase I: Errichtung als flachgedeckter Rechteckeinraum um 1200
- Bauphase II: Einwölbung in der 2. Hälfte des 13. Jahrhunderts
- Bauphase III: Anbau eines gewölbten Chores im 14. Jahrhundert
- Bauphase IV: Anbau eines südlichen Schiffes („Süderkirche“) 1498/99
- Bauphase V: Einsturz der Gewölbe und Neuaufbau der Bögen im Jahr 1514
- Bauphase VI: Anbau der Fürstengruft 1648/49
- Bauphase VII: Abbruch 1826

Die um 1200 errichtete erste Kirche war ein romanischer, flachgedeckter Rechteckeinraum mit einer Länge von 33,80 Metern sowie einer Breite von 12,30 Metern. Dieser erste vollständige Steinbau auf der Auricher Geest stand auf einem Granitquadersockel. Die Außenmauern hatten eine Traufhöhe von etwa 9,5 Meter und waren der Überlieferung zufolge etwa 1,25 Meter dick. Sie waren im unteren Bereich bis zu einer Höhe von fast 6 Metern mit zwölf Blendarkaden geschmückt. Der Innenraum war demnach etwa 31,3 Meter lang und 9,8 Meter breit. Er muss sehr dunkel gewesen sein, da der Bau wohl an jeder Langseite nur über je vier kleine rundbogige Fenster über den Blendarkaden sowie über mindestens ein, möglicherweise auch drei Fenster am Chorschluss im Ostgiebel verfügte.
In der 2. Hälfte des 13. Jhs. wurde ein Gewölbe mit drei Jochen eingezogen. Dabei wurden die vorhandenen Fenster teilweise von den Gewölbekonstruktionen und den sie tragenden Pfeilern verdeckt. Ihre Anzahl reduzierte sich auf drei je Langseite. Diese wurden wohl erst später vergrößert, um mehr Licht in das Innere des Bauwerks zu lassen. Möglicherweise wurde in dieser Bauphase für die Kirche auch ein aufwendiger gestaltetes Portal errichtet.
Im 14. Jahrhundert wurde an das östliche Ende ein Chor angebaut. Dazu wurde die Ostmauer mit einem Triumphbogen durchbrochen. Innen war die Erweiterung mit zwei Gewölbejochen versehen. Die gesamte Länge der Kirche betrug nun 48,50 Meter.
Mit dem Anwachsen der Bevölkerung reichte der Platz in der Kirche nicht mehr aus. Eine weitere Verlängerung des Bauwerks war wegen der Platzverhältnisse nicht möglich. So erhielt der Ursprungsbau 1498/99 in der Regierungszeit des ostfriesischen Grafen Edzard I. ein südliches Parallelschiff. Jedes dieser Schiffe erhielt ein eigenes Satteldach. Es war 34 Meter lang und 9,1 Meter breit. Das neue Schiff war mit einer Holzbalkendecke versehen. Die zwischen beiden Schiffen stehende Mauer wurde mit drei Bögen mit einer Spannweite von je 7,5 Metern versehen. Die sie tragenden ehemaligen Gewölbewandpfeiler mussten nun die gesamte Last der Gewölbe aufnehmen, was vermutlich zu ersten Schäden am Bauwerk führte.
In der Sächsischen Fehde zerstörte ein Brand im Jahr 1514 die Stadt Aurich und beschädigte die Kirche schwer. Brennende Teile des Daches fielen auf die Gewölbe und brachten diese zum Einsturz. Nach dem Wiederaufbau schlossen zwei neue Dachstühle und eine einfache Holzbalkendecke den Kirchenraum nach oben ab. Im Zuge der Bauarbeiten wurden die beiden Schiffen mit fünf Bögen miteinander verbunden. Die Kanzel hing fortan an einem der mittleren Pfeiler. Vermutlich wurden in dieser Bauphase auch die Fenster vergrößert und mit gotischen Bögen versehen.
Im Jahre 1561 verlegte das Grafen- und späteren Fürstengeschlechtes der Cirksena seine Residenz im Zuge zunehmender Konflikte mit der Seehafenstadt von Emden nach Aurich. Nach dem Tod Edzards II. verlegten die Cirksena auch ihre Familiengruft von der großen Kirche in Emden in den Chor der Lambertikirche. In einer letzten Umbauphase wurde nach dem Tod Ulrichs II. 1648/49 in die Südostecke neben dem Chor eine neue Grablege errichtet, die sog. Fürstengruft. Diese verlängerte das südliche auf die Länge des nördlichen Schiffs. Die Fürstengruft war zunächst wohl ein niedriger kapellenartiger Anbau, der erst später auf eine Höhe mit dem Chor gebracht wurde. Die Lambertikirche hatte fortan einen rechteckigen Grundriss, war 48,50 m lang und 21,40 Meter breit.
Im Laufe der Zeit hatte sich der Zustand der Kirche immer weiter verschlechtert. So berichtet der Baumeister Conrad Behrend Meier in einem Gutachten aus dem Jahre 1824 mit Verweis auf ältere Protokolle, dass die Kirche schon zur Fürstenzeit um 1720 in einem baufälligen Zustand befunden habe. An der Verbindungslinie der beiden Dächer sammelte sich das Regenwasser, das durch schadhafte Stellen nach unten lief und die Trennmauer zwischen beiden Schiffen beschädigte. Die Innenmauer neigte sich immer weiter und drohte umzukippen.
1819 musste ein Giebel des nördlichen Schiffs komplett neu aufgemauert werden, wobei die „völlige innere Auflösung dieser Mauer festgestellt“ wurde. Am 26. Januar 1823 musste die Kirche wegen Einsturzgefahr gesperrt werden. Die Gottesdienste der Gemeinde fanden danach vorläufig in der reformierten Kirche und in der Schlosskapelle statt. Untersuchungen von Sachverständigen kamen zu dem Ergebnis, dass eine Sanierung nicht vertretbar sei. 1826 erfolgte dann der vollständige Abbruch des über 600 Jahre alten Bauwerks.

### Klassizistischer Bau (ab 1835)

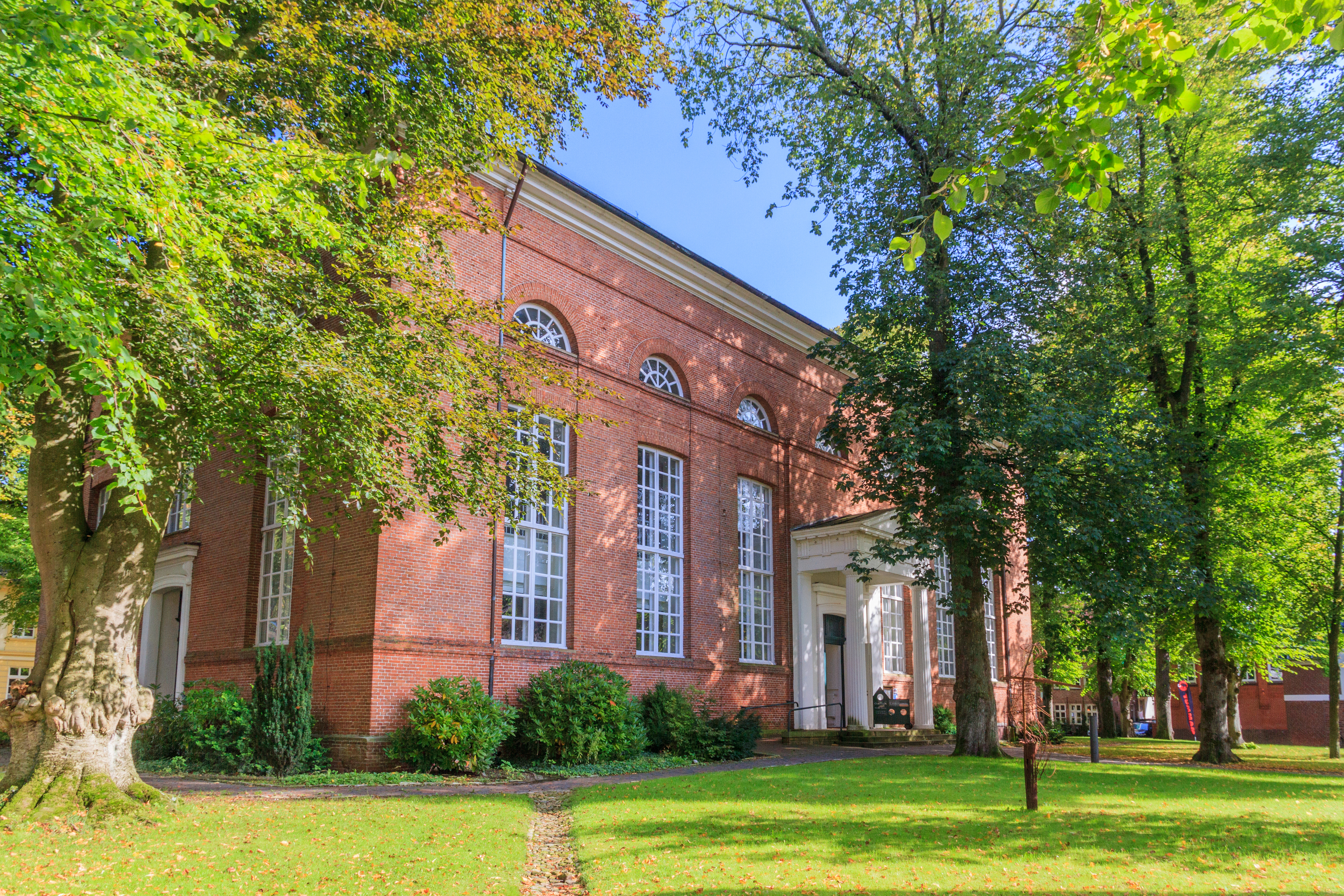
Die Lambertikirche von 1835.

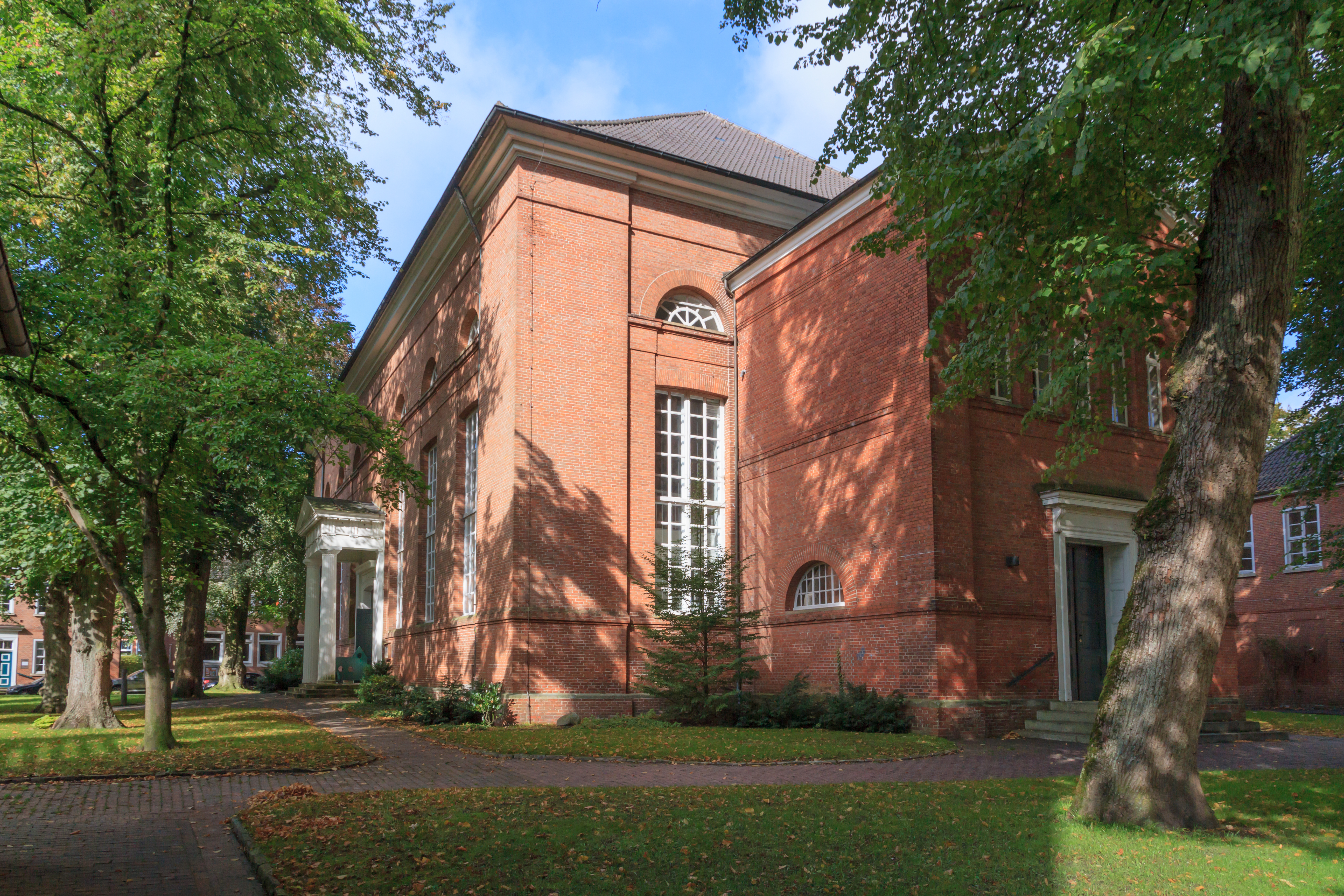
Ansicht von der gegenüberliegenden Seite.

Schon ab 1785 wurde über den Neubau der Lambertikirche nachgedacht. 1818 stellte der Auricher Geschäftsmann und autodidaktische Architekt Conrad Bernhard Meyer mehrere umfassende Reparaturvorschläge und ein Gutachten über den Bauzustand vor. Mangelnde Entschlussfreudigkeit des Kirchenrats, eine prekäre finanzielle Situation und Intrigen veranlassten Meyer, 1822 auf eigene Faust zusätzlich zwei Entwürfe für einen Neubau zu präsentieren.
Die klassizistischen Entwürfe lehnten sich an die 1814 von ihm ausgeführte Kirche der reformierten Gemeinde in Aurich an. Meyer hatte dabei aber auch Gegenspieler, die seine Entwürfe ablehnten. 1825 spendete der König von Hannover 5000 Taler für den Neubau und der Bauinspektor Reinhold aus Leer legte einen weiteren Entwurf vor. In der Folgezeit wurden weitere Entwürfe von Conrad Bernhard Meyer, Oberbaurat Anton Heinrich Dammert (in Lingen), Oberbaurat Georg Moller (in Darmstadt) und Hagemann (in Hannover) ohne Ergebnis diskutiert.
1830 starb Conrad Bernhard Meyer. Im Mai 1832 sollte die Gemeinde endgültig über einen Entwurf Meyers, von Reinhold überarbeitet, einen Entwurf Hagemanns und alternativ über einen Anbau an die reformierte Kirche abstimmen. Ausgewählt wurde der vereinfachte Plan von Meyer in der Bearbeitung von Reinhold und Ulrichs. Am 9. April 1833 wurde der Grundstein gelegt. Die Einweihung der Kirche erfolgte am 15. November 1835.
Der 1835 ausgeführte Entwurf Meyers ist als kompakter Ziegelrohbau von 32,60 m Länge, 19,86 m Breite und einer Traufhöhe von 13,25 m unter einem Walmdach errichtet. Die 5,50 m hohen Fenster sind Relikte einer mit Säulen geplanten Kolossalordnung. Die siebenachsige Südseite mit dem Hauptportal führte direkt auf den Altar zu. Entsprechend der Idee einer Predigtkirche befand sich der Altar gegenüberliegend an der Nordseite in einer proszeniumsartigen Kanzelwand. Direkt über dem Retabel war die Kanzel von 1692 angebracht. An der Süd- und Ostseite befand sich eine zweigeschossige Empore. Im Westen stand auf der eingeschossigen Empore die Orgel. Die ursprüngliche klassizistische Farbigkeit war weiß-grau-golden. Die Särge des ostfriesischen Fürstenhauses wurden zunächst in einer Krypta unter dem Ostende aufgestellt, 1880 aber in das neu errichtete Mausoleum auf dem Friedhof überführt.

### Umbauten (1885/1899/1960)
1885 wurde das gesamte Kircheninnere in einem schweren rotbraunen Innenanstrich ausgeführt. 1899 wurde an die Ostseite ein Treppenhaus angebaut. Bei der umfassenden Modernisierung 1959/60 durch Oberbaudirektor Dietrich Müller-Stüler wurde die zweite umlaufende Empore und die Kanzelwand entfernt. Das Retabel erhielt eine neue Mensa und wurde frei vor die Nordwand gestellt, von der die beiden mittleren Fenster geschlossen wurden. Die Kanzel wurde seitlich auf einem Pfeiler platziert. Der Innenanstrich wurde wieder auf die ursprüngliche klassizistische Farbigkeit zurückgeführt.

## Baubeschreibung
Die Lambertikirche ist eine klassizistische Saalkirche. Der Backsteinbau hat einen rechteckigen Grundriss und hohe Rundbogenfenster. Im Westen gibt es ein Portal, im Süden einen auf 1835 datierten Portikus. Im Norden ist ein einfacher eingeschossiger Raum als Sakristei und im Osten ein Treppenhaus vorgebaut. Das mit einem Walmdach eingedeckte Gebäude wurde 1833–35 nach einem Entwurf des Bauinspektors Reinhold (Leer) auf der Grundlage von Plänen von C.B. Meyer errichtet.
Der Innenraum ist querorientiert. Er verfügt über eine Flachdecke mit Voute, Emporen und einen Kreuzigungsaltar von 1510–15. Südöstlich der Kirche steht der massive Glockenturm des 13. Jahrhunderts. Er erhielt 1682 seinen Spitzhelm.

## Ausstattung

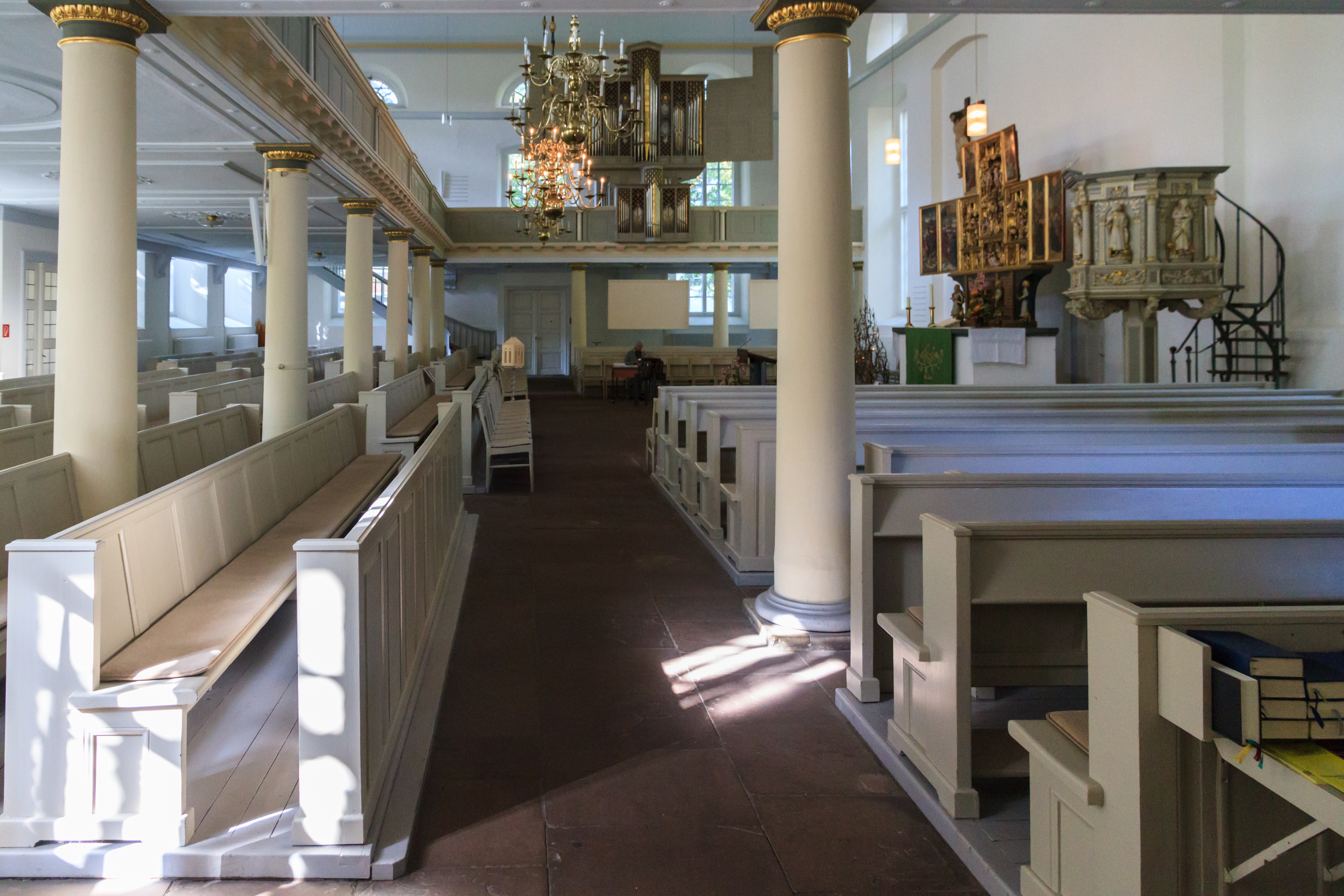
Blick ins Innere.

### Altar

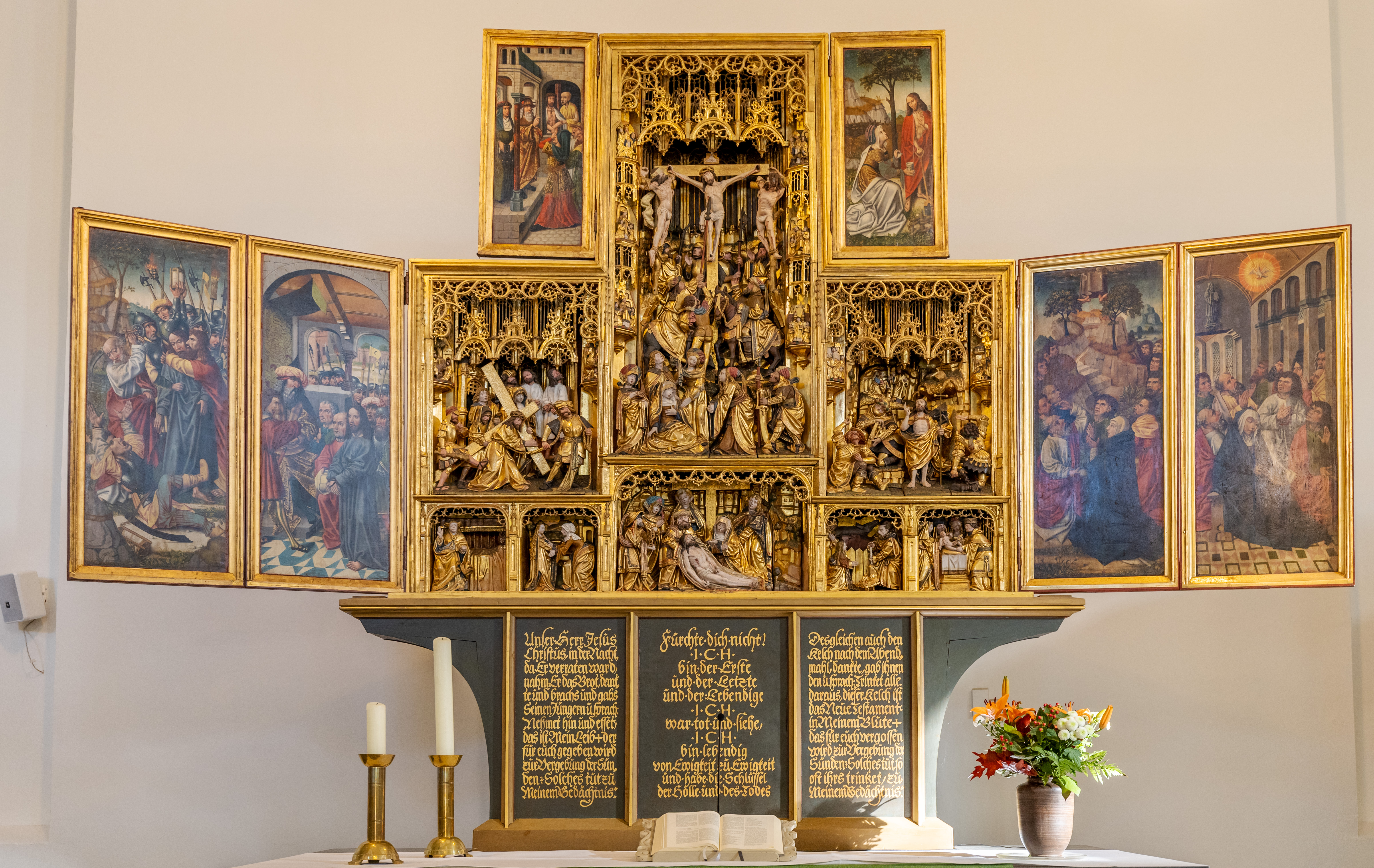
Altar der Klosterkirche, geöffnet

Der Altar der Lamberti-Kirche in Aurich ist ein spätgotisches Antwerpener Retabel, das im Verlauf der Reformation 1529 zusammen mit der Orgel aus dem Kloster Ihlow nach Aurich kam. Dort wurde der Altar zunächst in der Kapelle des Schlosses aufgestellt. Graf Ulrich II. schenkte ihn um 1630 der Lambertikirche in Aurich.
Der Altar wurde zwischen 1510 und 1515 von der Lukasgilde hergestellt. Darauf deuten Brand- und Hohleisenzeichen auf der Rückseite des Altars hin. Dort finden sich eingebrannte Hände (Symbole aus dem Antwerpener Stadtwappen, die von der örtlichen Lukasgilde genutzt wurden).
Der Mittelteil des Altars besteht aus acht Feldern und zeigt Szenen aus dem Leben Christi: Verkündigung, Begegnung zwischen Maria und Elisabeth, Geburt, Beschneidung, Kreuztragung, Grablegung, Auferstehung und im Zentrum, die anderen Szenen überragend, die Kreuzigung. In den drei größeren Feldern sieht man seitlich weitere drei Szenen aus dem Leben Christi sowie die sieben Sakramente auf kleinen Konsolen. Die geschnitzten Figuren treten aus dem Hintergrund hervor, sie agieren mit bewegten Gesten.

### Triumphkreuz
Das links oberhalb des Altars hängende hölzerne Kruzifix ist wohl ein Triumphkreuz, das auf die Zeit um das Jahr 1500 datiert wird. Wer es hergestellt hat, ist unbekannt.

### Kanzel

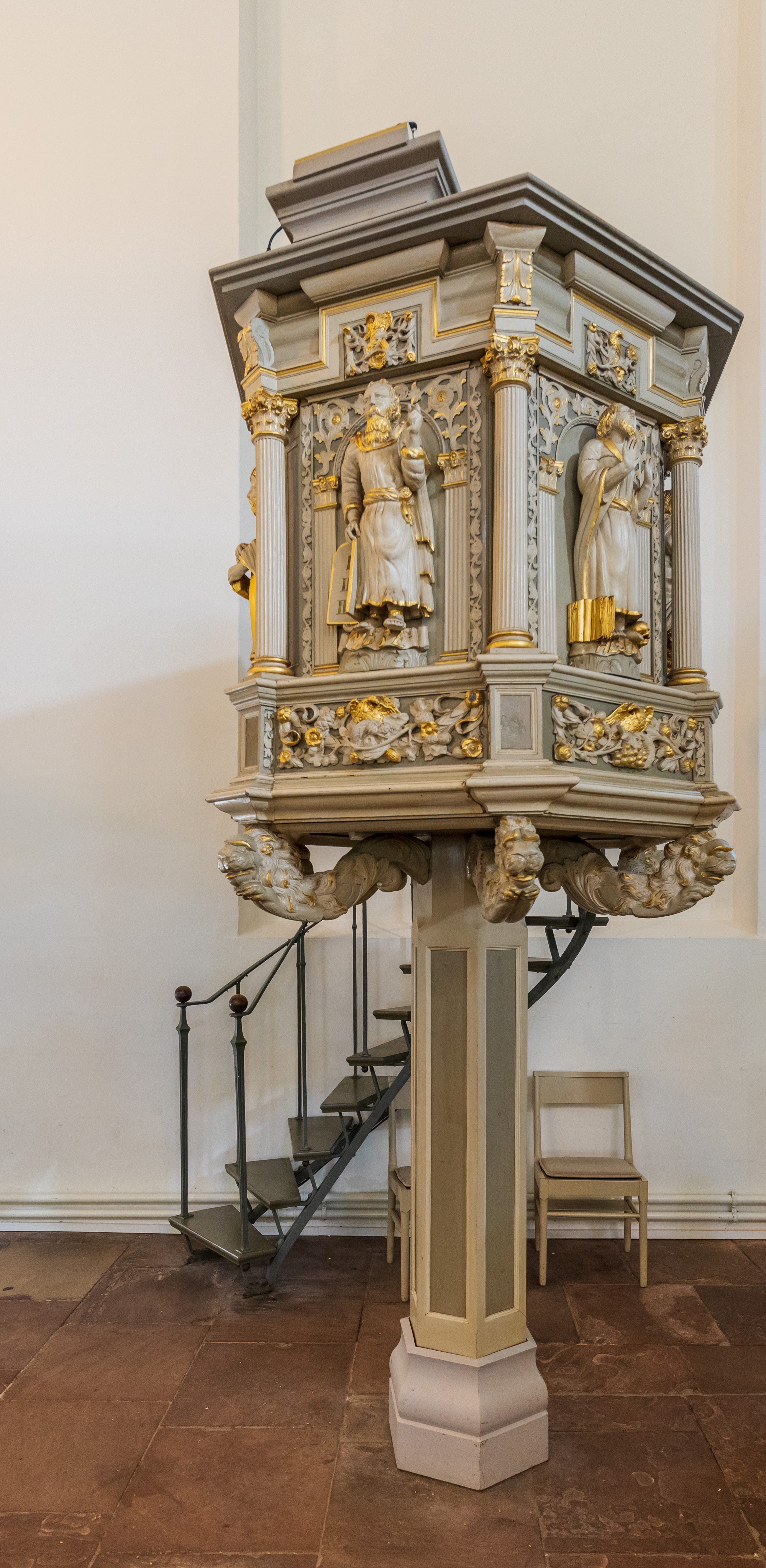
Die Kanzel

Die barocke Kanzel der Lambertikirche ist die Stiftung des Emder Amtmannes Dr. jur. Hermann Arnold von Lengering aus dem Jahre 1692. Der Kanzelkorb ruht auf einer schlichten Säule (1960) und wird von fünf Fabeltieren getragen. Die Hauptzone ist durch fünf korinthische Säulen in Felder eingeteilt, auf denen Moses mit den Gesetzestafeln und die Figuren der Propheten Jeremia, Jesaia, Hesekiel und Daniel stehen. Damit ist die Auricher Kanzel eine der wenigen, auf der Darstellungen von fünf Propheten zu finden sind.

### Taufstein
In der Lambertikirche gibt es zwei Taufsteine. Der im Hauptraum stehende wurde 1971 vom Bildhauer Siegfried Zimmermann aus Hannover geschaffen, der auch Lesepult und Kerzenständer schuf.
Der ältere Taufstein stammt aus dem Jahr 1915. Er wurde vom Oldenburger Künstler Professor Bernhard Winter geschaffen und präsentiert sich als große Marmorschale, die auf einem hohen Eichenschaft liegt. Für das Relief, das zeigt, wie die Kinder zu Jesus gebracht werden, hat der Künstler Auricher Bürger als Modell genommen.

### Orgeln

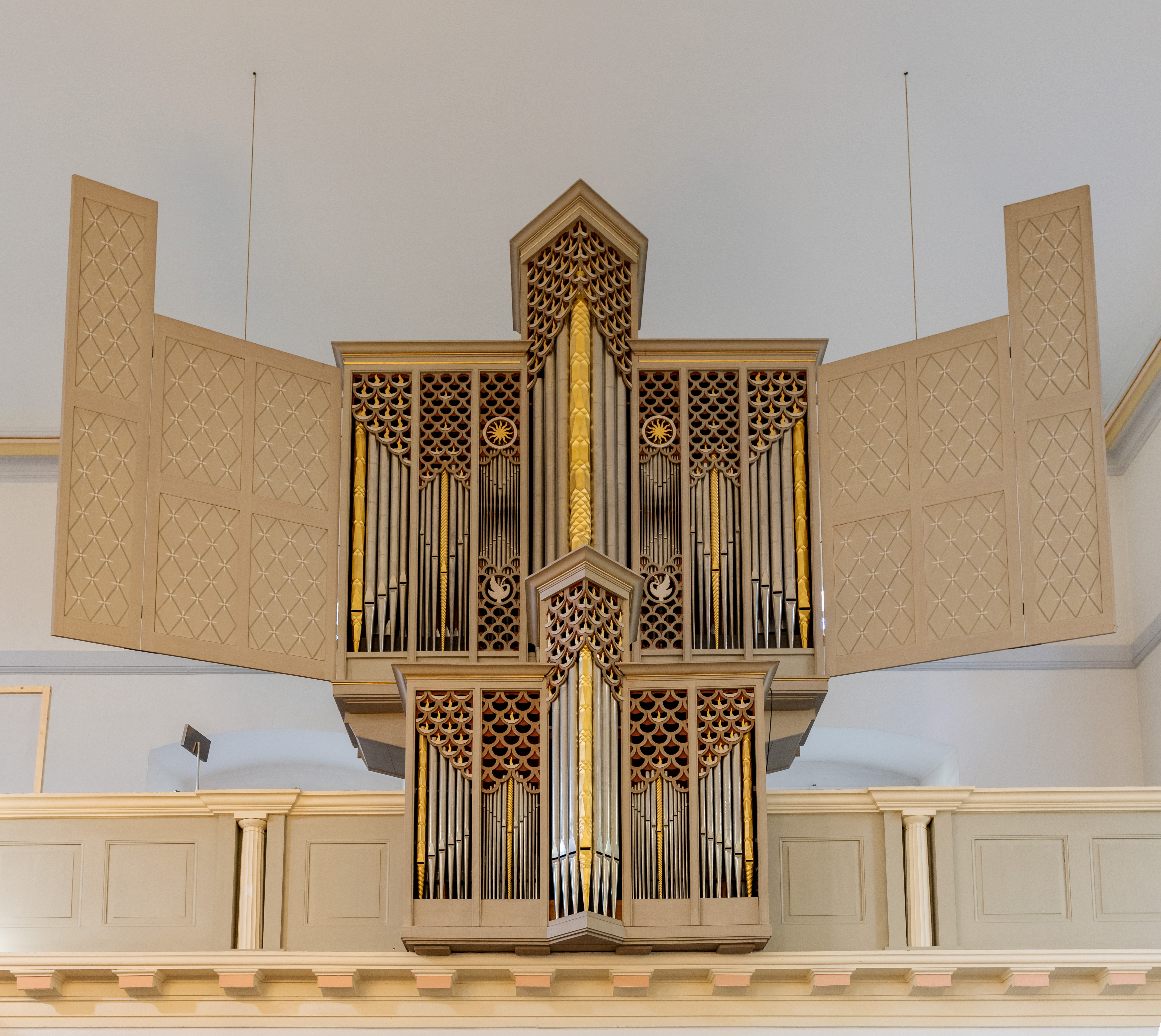
Orgel der Lambertikirche

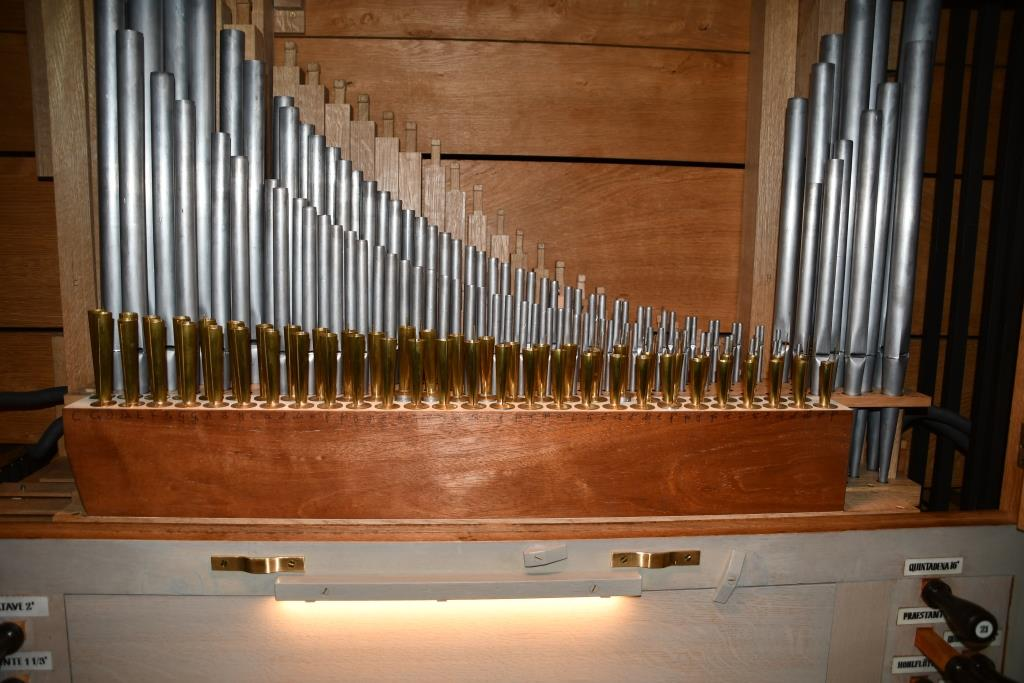
2023 ergänztes Brustwerk

Es ist überliefert, dass im Jahr 1529 die erste „Orgel in der Auricher Kirche (ohne das Rückpositiv, welches vor einiger Zeit [1675] dazu gemachet) aus dem Closter Ihlo hergekommen sey“. Dieses Werk verfügte über acht Register, verteilt auf Hauptwerk, Brustwerk und Pedal, und wurde im Jahr 1675 durch Joachim Kayser um ein Rückpositiv erweitert, musste jedoch häufig repariert werden. 1755 bis 1760 erfolgte ein Neubau mit 27 Registern durch Johann Friedrich Constabel und Ernst Berner, der für seinen Bruder und Constabels Schwiegersohn Johann Adam Berner um Hilfe gebeten worden war. Wegen anderer Neubauten war Johann Adam Berner in Verzug geraten, sodass es ihm gerichtlich untersagt war, weitere Arbeiten anzunehmen. Vorbild für Aurich war wohl die Wagner-Orgel in Trondheim. David Benjamin Opitz aus Groden (Cuxhaven) entwarf den Prospekt, der von dem Schreinermeister und Kunsttischler Vogeler aus Jever gefertigt wurde. Das Instrument wurde 1835 von Johann Gottfried Rohlfs in die neue Kirche überführt. Die Firma P. Furtwängler & Hammer baute 1898/1899 im alten Gehäuse ein neues Werk mit 29 Registern und pneumatischen Kegelladen. Das Instrument wurde im Jahr 1939 barockisierend umgebaut, blieb klanglich aber unbefriedigend und wurde am Ende störanfällig, sodass Kantor Helmut Perl ab 1954 einen Neubau plante. 1959 wurden der unter Denkmalschutz stehende alte Prospekt und einige Gehäuseteile nach St. Marien (Niederbreisig) verkauft und blieben dort erhalten.
Die heutige Kirchenorgel wurde 1960/1961 von der Firma Ahrend & Brunzema (Leer-Loga) nach traditionellen Handwerkstechniken gefertigt und hat internationale Bekanntheit erlangt. Ihren Prospekt, der sich durch Flügeltüren, vergoldete, ziselierte und bossierte Pfeifen und einen Spiegelprinzipal im Diskantfeld auszeichnet, entwarf der Auricher Baurat D. Müller-Stüler. Das Instrument verfügte zunächst über 25 Register auf zwei Manualen und Pedal. Der Einbau eines weiteren Manualwerkes (Brustwerk) war vorbereitet und auch im Pedal war noch eine Schleife ausbaubar. Die Erweiterung fand 2022/2023 durch Hendrik Ahrend statt: Die Orgel erhielt ein Brustwerk mit fünf Registern und drei neue Pedalzungen. Die Prospektpfeifen wurden restauriert und neu foliiert. Die Spiel- und Registertrakturen sind mechanisch. Der Winddruck beträgt 70 mmWS, die Stimmhöhe liegt bei a1= 440 Hz (Bach-Kellner, ursprünglich Werckmeister-Stimmung und zwischenzeitlich gleichstufig). Seit 2023 lautet die Disposition wie folgt:
| I Rückpositiv C–f3 |       |
| Praestant          | 04′   |
| Quintadena         | 08′   |
| Gedackt            | 08′   |
| Rohrflöte          | 04′   |
| Gemshorn           | 02′   |
| Quinte             | 1 ⁄3′ |
| Sesquialtera II    |       |
| Scharff IV         |       |
| Dulcian            | 08′   |
|                    |       |
| Tremulant          |       |

| II Hauptwerk C–f3 |       |
| Praestant         | 08′   |
| Quintadena        | 16′   |
| Hohlflöte         | 08′   |
| Oktave            | 04′   |
| Spitzflöte        | 04′   |
| Quinte            | 2 ⁄3′ |
| Oktave            | 02′   |
| Mixtur IV–VI      |       |
| Trompete          | 08′   |

| III Brustwerk C–f3 |       |
| Gedackt            | 08′   |
| Flöte (Ext.)       | 04′   |
| Oktave             | 02′   |
| Quinte             | 1 ⁄3′ |
| Regal              | 08′   |

| Pedal C–f1 |     |
| Subbass    | 16′ |
| Oktave     | 08′ |
| Oktave     | 04′ |
| Mixtur IV  |     |
| Posaune    | 16′ |
| Trompete   | 08′ |
| Schalmei   | 04′ |

- Koppeln: I/II, III/II, I/P, II/P

Neben der Hauptorgel besitzt die Kirchengemeinde eine Chororgel. Das Positiv wurde 1993 von Peter Reichmann in Braunschweig gebaut und verfügt über drei Register (Gedackt 8′, Rohrflöte 4′, Prinzipal 2′).

### Kronleuchter
Im Innern der Kirche hängt ein flämischer Kronleuchter aus Messing, der 1630 entstand. Daneben gibt es noch zwei kleinere Leuchter, welche aus dem 18. Jahrhundert stammen.

## Glockenturm, Friedhof

### Glockenturm (Lambertiturm)
Das Kirchengeläut befindet sich im separat stehenden „Lambertiturm“, der wohl ursprünglich die südöstliche Ecke des Kirchbezirkes zur Langen Straße (jetzt Burgstraße) markierte. Wohl noch im 13. Jahrhundert als satteldachüberdeckte dreifache Parallelmauerkonstruktion mit einer Gesamthöhe von 15 Metern erbaut, erhielt der Turm seine heutige Gestalt in den Jahren 1656 bis 1662. In dieser Zeit wurden ein zweites Stockwerk, die beiden Galerien und der Turmhelm errichtet. Über der Tür zur Kirchstraße ist noch ein gotischer Sturzbogen zu erkennen. Der Lambertiturm ist heute das Wahrzeichen der Stadt und wurde 1994/1995 grundlegend renoviert.

### Glocken
Täglich um 21 Uhr erklingt das Rüm Straat Lüden, das angeblich in der Stadtgründungsurkunde angeordnet wurde. Die Glocken wurden im Laufe der Jahrhunderte immer wieder eingeschmolzen und meist vor Ort neu gegossen. Auch in den beiden Weltkriegen mussten einige abgegeben werden.
Die größte Glocke wurde im Jahre von dem ostfriesischen Glockengießer Mammeus Fremy 1717 gegossen. Sie ist auf d' gestimmt. Mit Spenden der Auricher Bevölkerung wurden 1969 als Ersatz für die während der Weltkriege abgelieferten Glocken drei neue aus der Glockengießerei Otto in Bremen-Hemelingen beschafft. Die neueren Glocken erklingen in e', g' und a' und haben folgende Durchmesser: 1204 mm, 1013 mm, 902 mm. Das Geläut stimmt in seiner Tonhöhe mit dem der nahe gelegenen katholischen St.-Ludgerus-Kirche überein.

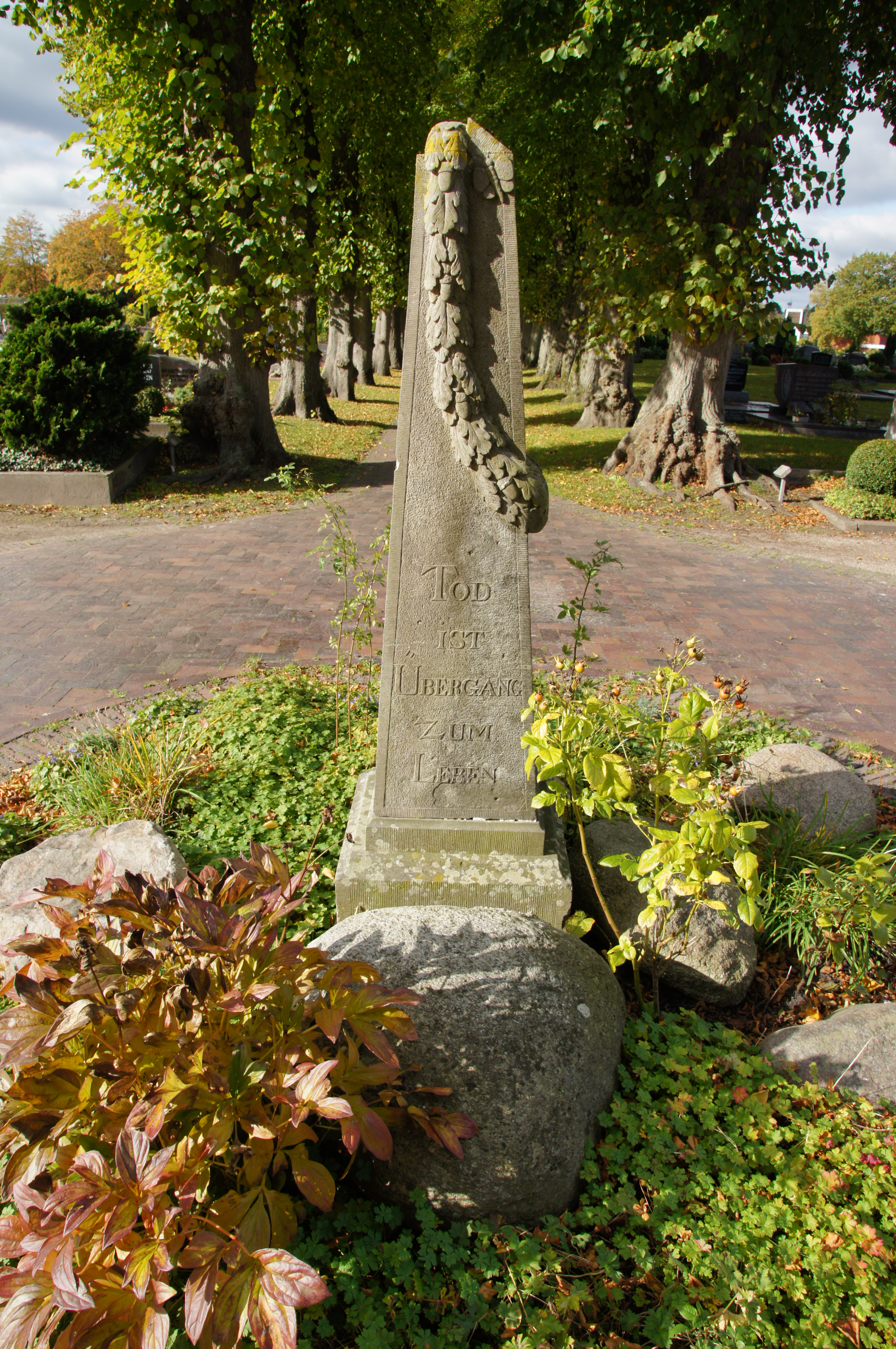
Stele auf dem Neuen Friedhof

| Glocke | Name                | Ton | Gussjahr | Gießer                           | Aufschrift |
| ------ | ------------------- | --- | -------- | -------------------------------- | --- |
| 1      | Lambertiglocke      | d'  | 1717     | Mameus Fremy                     | GEORGIO ALBERTO PRINCIPE + M DCCXVII JN SOLIUS DEI HONOREM AD USUM AEDIS ST LAMBERTI SERENISS PRINCIPE – 2. Reihe: Q AURICANUS FUNDI FRIS ORIENT : DOMINO IN ESENS STEDESD ET WITTMUND CAMPANAM HANG S.P. – 3. Reihe: CURARUNT MAMEES FREMY ME FECIT |
| 2      | Friedensglocke      | e'  | 1969     | Gießerei Otto, Bremen-Hemelingen | Uns, Herr, wirst du Frieden schaffen |
| 3      | Gemeinschaftsglocke | g'  | 1969     | Gießerei Otto, Bremen-Hemelingen | Dienet einander |
| 4      | Glaubensglocke      | a'  | 1969     | Gießerei Otto, Bremen-Hemelingen | Des Herrn Wort ist wahrhaftig |
| 5      | Betglocke           | b'  | 1766     | Claudius Fremy                   | ECCLESIAE AURIC ANAE USUM SUB AUSPICIIS POTENTISSIMI BORUSSORUM REGIS – IN DEI HONOREMET 2. Reihe: FRIDERICI II M D CC L X VI SENATUS CIVES ET PAROCHIANI ME FUNDI CURARUNT                                                                          |

### Friedhof
Der ursprüngliche Friedhof war der Bereich um das mittelalterliche Kirchenbauwerk herum. 1806 wurde nordwestlich vor den Wallanlagen der heute noch existierende „Neue Friedhof“ an der von-Jhering-Straße angelegt. Der alte Friedhof wurde in den Jahren 1815 bis 1818 nach Beilegung großen Widerstands in der Auricher Bevölkerung endgültig aufgegeben.
Da beim Abbruch der alten Kirche die Fürstengruft aufgelöst wurde, musste unter dem Ostende des Neubaus ein neuer Grabkeller für die Särge der Herrscherfamilie errichtet werden. Bei einem Grundwassereinbruch wurden die Prunksärge stark beschädigt. Deshalb entschloss man sich, auf dem neuen Friedhof ein Mausoleum der Familie Cirksena zu errichten. Das geschah 1875/76. Nach Restaurierung der Särge wurden diese in einer feierlichen Prozession im September 1880 nachts bei Fackellicht dorthin überführt.

## Die Lamberti-Kirchengemeinde Aurich
Die evangelisch-lutherische Kirchengemeinde Aurich gehört zum Kirchenkreis Aurich im Sprengel Ostfriesland-Ems der Evangelisch-lutherischen Landeskirche Hannovers. Der Kirchengemeinde gehören auch die Ortschaften Egels, Extum, Georgsfeld, Haxtum, Kirchdorf, Popens, Rahe, Sandhorst, Tannenhausen, Walle, Wallinghausen an. Bis zirka 1900 zählten auch Plaggenburg, Pfalzdorf, Dietrichsfeld dazu.